# Зеленци
Зеленци су насељено место на подручју града Бање Луке, Република Српска, БиХ. Ово насељено место припада месној заједници Кола. Према попису становништва из 2013. године, у насељу је пописано 56 становника.

## Порекло назива
Према предању, о пореклу имена насеља постоје три тумачења. Прво, да потиче од личног имена Зеленко, краља који је на Градини, југозападно од данашњег села, имао свој град, друго, да води порекло од љетине коју су зелену брали да је не би мраз уништио и треће, да је повезано са зеленом бојом воде реке Зелене, поред које је основано село у далекој прошлости.

## Географски положај
Насеље Зеленци је смештено долинским странама Зелене, која понире 2 km југоисточно од насеља. Већи део насеља је лоциран на десној долинској страни. Непосредно окружење чини десет ниских планина: Цигељ (688 m), на западу, Таванчић (600 m) и Амзача (703 m), на североистоку, Грабеж (682 m) и Угљевица (691 m), на истоку, Кукрина (749 m), Градина (677 m) и Паљевина (622 m), на југоистоку, и Дужино брдо (704 m), на југозападу. Лоцирани су 10 km источно од магистралног пута Бања Лука—Чађавица—Мркоњић Град.
Насеље се морфо-физиономски развија у висинском појасу од 500 (заселак Живковићи) до 540 m (заселак Поповићи), док се сеоска територија простире од 465 до 749 m. Микроположај насеља је одређен географским координатама: 44°42’ северне географске ширине и 17°0’ источне географске дужине. Административно припадају граду Бања Лука, од чијег центра су удаљени 25 km југозападно, а у регионалној структзри Републике Српске улазе у склоп Бањалучке регије, најразвијенијег дела Републике Српске. Лоцирани су у њеном централном делу.

## Атар
Укупна површина катастарске општине Зеленци износи 676 хектара, од чега је 410 у приватном власништву, а 266 хеткара у државној својини. Обрадиво земљиште заузима 270 хектара (39,9% укупне површине атара), пољопривредно 338 хектара (50%), продуктивно 662 хектара (97,9%), а неплодно (непродуктивно) земљиште 14 хектара (2,1%). У структури коришћења земљишног фонда преовладавају шуме (47,93% укупне површине атара), оранице и баште (21,89%), ливаде (17,46%) и пашњаци (10,06%). Листопадне шуме заузимају пространство у потесима Осоје, Шкобаље, Туцањ, Гај и Јовац, оранице у Кошариштима, Жљебинама и Просјеку, ливаде и пашњаци на Дубоком брду, Самарићу, Локви, Миланцу и Мекотама.
У атару се налазе више извора, од којих су најзначајнији Васиљевића точак, Шкобаљев точак, Мазија, Миланац, Долина, Каменац, Пуршевац, Поповића точак, Јовац, Јеринац, Ђурђево врело и Милашица. Кроз атар тече река понорница Зелена, која настаје у северозападном делу атара од три извора, Јеринац, Ђурђево врело и Милашица, а увире у пољу, западно од Градине. Према предању, река Зелена извире опет у Крупи на Врбасу. Мештанин Урош Поповић, познати сеоски занатлија с почезка 20. века, урезао је своје име на дасци коју је бацио у понор Зелене, да би се та даска, након извесног времена, појавила у неком водотоку код Крупе на Врбасу. На Зелени су се у прошлости налазиле две воденице, Доњи и Горњи млин, које је направио Урош Поповић двадесетих година 20. века, од којих је данас у употреби Горњи или Поредовнички млин. На локалитету Друмови, североисточно од насеља, налази се мајдан из кога се експлоатише песак.

## Физиономија и уређеност
Зеленци су издуженог неправилног облика, правца простирања северозапад—југоисток, и разбијеног су типа. Сеоске куће и окућнице размештене су поред тока Зелене, уз изворе и у подножју Великог брда, са обе стране сеоског пута који повезује село са суседним насељем Кола.
Насеље просторно обједињује и функционално повезује четири физиономске целине (47 стално насељених, повремено насељених и расељених кућа) — засеока, распоређене у најнижем северозападном делу атара. Засеоци представљају групе родовских кућа, по чијим презименима су добили имена: Живковићи, Милекићи, Поповићи и Васиљевићи, с тим што су Милекићи размештени на три локалитета, а Живковићи на два са обе стране водотока. Куће за становање и објекти сеоске економије (штала, амбар или кошана, сеник) смештени су ближе сеоском путу, где се налази улаз у сеоско двориште, а у њиховом залеђу су углавном баште и друге пољопривредне и шумске категорије коришћења сеоског земљишта.
Мештани се водом снабдевају из околних извора. Насеље је електрифицирано крајем седамдесетих година 20. века, а сеоски пут, који преко села Кола, води ка Бањој Луци трасиран је почетком деведесетих година 20. века. У насељу се налазе два православна гробља, на Туцањ гробљу се сахрањују мештани Поповића и Милекића, а на гробљу Друмови Живковићи и Васиљевићи. 

## Историја
На основу археолошких налаза у непосредној околини насеља, малобројних писаних извора и усмених предања са реалном историјском основом, може се претпоставити да је територија данашњег села била насељена још у праисторији. На узвишењу Таванак пронађени су фрагменти керамике, од пречишћене смеђе земље са премазом, из касног бронзаног доба, и сухозид, што указује на постојање два градинска насеља која су била повезана. Праисторијска градина на истоименој планини, са каменим бедемом, потиче из касног бронзаног и гвозденог доба. На јужним падинама Градине откривен је бунар кружног облика, пречника 70 cm и дубине 130 cm, сазидан од камена, а недалеко од њега налази се плато са мноштвом набацаног камена, на основу чега се претпоставља да је реч о рушевинама неке грађевине.
У римско доба, југоисточно од села пролазио је пут Salona—Servitium (Сплит—Градишка), који се од добрињског засеока Кадина вода одвајао за село Шљивно, где су пронађени остаци зидина и опеке, па преко засеока Конатари и Плавшићи (село Кола) продужавао за Бања Луку.
Током средњег века, простор данашњег села налазио се у саставу Доњих Краја, који се први пут у писаном документу помињу 1244. године у повељи угарског краља Беле IV. На територији Доњих Краја, као територијално-управна целина постојала је Жупа Земуник, која се наводи и под именом Земљаник (Земљиник), у чијем саставу су били Зеленци. Први писани помен Жупе Земуник датира из 1287. године, кадасе наводи у Пријездиној повељи, а последњи 1434. године у повељи Јурја, војводе Доњих Краја. Милан Карановић је 1936. године, у свом раду о границама средњовековне босанске Жупе Земуник, у северозападном делу атара Зеленаца је уцртао знак за стари град. Највероватније је реч о Градини која се налази на локалитету Завлака, смештеној на тромеђи села Перван, Суботица и Зеленци, где су пронађени остаци зидова дебљине 50 cm и копље. Северно од Градине, на локалитету Муходо, лоцирана је њива позната под називом Варошиште, за коју мештани тврде да је ту некада била варош.
На постојање насеља у средњем веку указује локалитет Мраморје и средњовековни град на западним падинама Амзаче (Хамзаче), гдесе налази некропола са педесетак стећака у онлику плоча и сандука. Поред некрополе је велики крст од седре и неколоко камених обележја — биљега. Мештани за тај локалитет користе назив Кужје гробље, јер је, по предању, у прошлости владала куга, због чега су на том месту сахрањивани људи који су умирали од куге.
Недалеко од села, у Пољу се налазио један камен (повелика бика) где су мештани ископавали мотике и друге алатке, које нису сачуване. На том месту, по предању, отац је уклео сина, па му се бик окаменио. Западно од Зеленаца, поред локалног пута за Кола, налази се надгробни споменик (крст), висине 130 cm и ширине 50 cm, непознате старости, у коме је пронађен новац. По народном веровању, неки сиромашни мештанин је повео своје мушко дете да прода, како би прославио своју крсну славу Ђурђевдан, али је сео успут и заспао, а у сну му се нешто јавило и рекло даоде до тог крста и да тамо има новца, што је овај и урадио.
На простору Жупе Земуник, након успостављања османске власти, формирана је нахија Змијање, која је постојала до почетка 19. века. Нахија је први пут забележена у турском дефтеру 1541. године, када броји 29 насеља и 350 кућа, док се према Милану Карановићу, Змијање први пут помиње 1587. године у Вакуфнами (задужбинској повељи) Ферхат-пашине џамије у Бањој Луци. Током свог дугог постојања, нахија Змијање је често мењала границе, а највећу површину имала је почетком 16. века. Тада је обухватала територију између токова Врбаса и Сане, од Козаре (977 m), Димитора (1.480 m) и Лисине (1.467 m).
Зеленци се не помињу у турским пописима 1541. и шездесетих година 16. века. Мештани тврде да је и тада постојало насеље на данашњој територији, али да нису давали бегу трећину, због чега није уписано у турске књиге.
Успостављањем аустроугарске владавине 1878. године, Зеленци су ушли у састав Бањалућког сеоског котара. Тада имају 10 кућа и 104 становника. У аустроугарском попису из 1910. године, имају 19 кућа и 182 становника, наводе се под именом Зелењци и налазе се у саставу сеоске општине Добрња у склопу Бањалучког котара.
Стварањем Краљевине Срба, Хравата и Словенаца и административно-територијалном поделом на области, Зеленци су били у саставу Врбаске области Бањалучког сеоског среза, а формирањем Врбаске бановине 1929. године припадају Бањалучком срезу.

## Демографија
Крајем 19. века, па све негде до половине 20. века, већина становништва је живела у многочланим породичним задругама, које народ назива заједницама. Најбројнија задруга у Зеленцима, са 50 чланова, чији је старешина био Јошо Милекић, издељена је 1948. године на три домаћинства (Гојко, Јошо и Никола), затим старешине Милоша Поповића са 20 чланова, издељена 1960. и старешине Васкрсија Живковића са 24 члана, која је издељена 1971. године.
Демографски развој Зеленаца после Другог светског рата може се поделити у две фазе. Прва је од 1948. до 1971. године, када се бележи континуирани популацијски пораст, што је пре свега резултат позитивног природног прираштаја, и друга, од 1971. године, која је обележена негативним демографским трендовима који произилазе из негативног природног прираштаја и обимних селидбених миграција на релацији село—град.
| Демографија | Демографија | Демографија |
| Година      | Становника  | Становника  |
| ----------- | ----------- | ----------- |
| 1948.       | 284         |             |
| 1953.       | 304         |             |
| 1961.       | 337         |             |
| 1971.       | 311         |             |
| 1981.       | 182         |             |
| 1991.       | 123         |             |
| 2013.       | 56          |             |

### Порекло становништва
У насељу су 2003. године живеле четири фамилије (рода), Милекићи, има их 12 кућа и славе Никољдан, Живковићи, 10 кућа и славе Ђурђевдан, Васиљевићи, 5 кућа и славе Ђурђевдан, и Поповићи, 2 куће и славе Јовањдан.
Живковићи су старином са Косова, а у Зеленце су се доселили из бањалучког села Лусићи (заселак Горњи Лисићи). Поповићи су најмлађи род у Зеленцима, досељени су (два брата Остоја и Миле) пре око 150 година из Црне Горе. Род Милекићи води порекло из Црне Горе, а Васиљевићи су непознатог миграционог порекла.
| Националност | 2013.     | 1991.      | 1981.        | 1971.      | 1961.      |
| Срби         | 56 (100%) | 123 (100%) | 176 (96,70%) | 311 (100%) | 337 (100%) |
| остали       | —         | —          | 6 (3,29%)    | —          | —          |
| Укупно       | 56        | 123        | 182          | 311        | 337        |

## Привреда и образовање
Зеленци су типично аграрно (сточарско-ратарско) сеоско насеље малог функционалног капацитета и значаја. Главно занимање становништва је било екстензивно сточарство, док је ратарство углавном задовољавало потребе домаћинства. Сточарство као привредна грана је временом изгубило ранији значај. О томе сведоче остаци два наслона (објекти за чување стокеса стоговима сена на сенокосима — пашњацима, где је током зиме смештана стока), којих је до Другог светског рата било 12. Продавница мешовите робе, отворена 1987. године, престала је са радом 1991, а до педесетих година 20. века, у селу је функционисала Земљорадничка задруга.
Од традиционалних заната, који су временом изумрли, у селу се налазила ковачка радња Николе Милекића, која је престала са радом седамдесетих година 20. века, као и већи број кречана.
Село је имало четвороразредну основну школу, која је почела са радом шездесетих година 20. века, да би престала са радом 1984. године због мањка ученика. До отварања школе мештани су стицали основно образовање по приватним кућама, где су се одржавали течаји.